# Dimetyldiklorsilan
Dimetyldiklorsilan är en organisk förening som dessutom innehåller kisel och klor.

## Framställning
Dimetyldiklorsilan framställs genom att leda klormetan genom pulveriserad kisel upphetted till 350 °C. Koppar eller kopparoxid används som katalysator.

## Användning
Dimetyldiklorsilan används för att framställa silikon-polymerer (kedjor av [CH3]2SiO). 
{\displaystyle {\rm {{\it {n}}\ (CH_{3})_{2}SiCl_{2}+{\it {n}}\ H_{2}O\rightarrow [(CH_{3})_{2}SiO]_{\it {n}}+2{\it {n}}\ HCl}}}
I de fall då biprodukten saltsyra (HCl) är oönskad kan man låta dimetyldiklorsilan reagera med metanol först, vilket ger dimetoxidimetylsilan ([CH3]2Si[OCH3]2).
{\displaystyle {\rm {(CH_{3})_{2}SiCl_{2}+2\ CH_{3}OH\rightarrow (CH_{3})_{2}Si(OCH_{3})_{2}+2\ HCl}}}
{\displaystyle {\rm {{\it {n}}\ (CH_{3})_{2}Si(OCH_{3})_{2}+{\it {n}}\ H2O\rightarrow [(CH_{3})_{2}SiO]_{\it {n}}+2{\it {n}}\ CH_{3}OH}}}